# Jenny Lind (film 1930)
Jenny Lind (A Lady's Morals) è un film del 1930 diretto da Sidney Franklin su musiche di Vincenzo Bellini: film biografico sulla vita del soprano svedese Jenny Lind (1820-1887), soprannominata "l'usignolo svedese", ruolo interpretato dalla cantante Grace Moore. Secondo l'Internet Movie Database, il film venne girato in versione francese con il titolo Jenny Lind per la regia di Arthur Robison.
Wallace Beery interpreta Phineas Taylor Barnum, ruolo che riprenderà quattro anni dopo nel film Il grande Barnum di Walter Lang.

## Produzione
Il film fu prodotto dalla Cosmopolitan Productions, la casa di produzione fondata da William Randolph Hearst, associata alla MGM. Il produttore era Irving Thalberg che, come faceva sempre, non si fece accreditare.

## Distribuzione
Distribuito dalla MGM, il film uscì nelle sale statunitensi l'8 novembre 1930.

### Data di uscita
- USA	8 novembre 1930
- Danimarca	 28 settembre 1931
- Finlandia	27 dicembre 1931
- Portugal	29 febbraio 1932

Alias
- Jenny Lind 	Danimarca / Germania / Grecia / UK
- Amores de uma Diva	Portogallo
- Soul Kiss	UK